# Здорово и вечно
«Здо́рово и ве́чно» — четырнадцатый студийный альбом группы «Гражданская оборона». Все песни для альбома (за исключением одной) были сочинены в 1988 году Егором Летовым. Первая песня «Я не верю в анархию» была написана в соавторстве с другом группы — Игорем Рагулиным.

## Список композиций
Все тексты написаны Егором Летовым, кроме отмеченных, вся музыка написана им же.
| №                   | Название              | Текст песни                | Длительность |
| ------------------- | --------------------- | -------------------------- | ------------ |
| 1.                  | «Я не верю в анархию» | Егор Летов, Игорез Рагулин | 2:12         |
| 2.                  | «Здорово и вечно»     |                            | 4:31         |
| 3.                  | «Моя оборона»         |                            | 3:38         |
| 4.                  | «Всё совсем не то»    |                            | 1:49         |
| 5.                  | «Заговор»             |                            | 6:26         |
| 6.                  | «Мёртвый сезон»       |                            | 3:07         |
| 7.                  | «Праздник кончился»   |                            | 2:58         |
| 8.                  | «Всё как у людей»     |                            | 7:01         |
| Общая длительность: | Общая длительность:   | Общая длительность:        | 31:42        |

- Всё записано 17—18 июля 1989 года на точке «АукцЫона» (Ленинград), а также 17—19, 24 августа и 8—17 сентября того же года в ГрОб-студии (Омск).

| №                   | Название             | Текст песни              | Длительность |
| ------------------- | -------------------- | ------------------------ | ------------ |
| 10.                 | «Превосходная»       |                          | 2:08         |
| 11.                 | «Бери шинель»        |                          | 2:08         |
| 12.                 | «Песня о Ленине»     |                          | 3:00         |
| 13.                 | «Как сметана»        |                          | 0:47         |
| 14.                 | «Эксгумация»         |                          | 1:24         |
| 15.                 | «Заплата на заплате» |                          | 2:25         |
| 16.                 | «Новогодняя»         |                          | 1:22         |
| 17.                 | «Насекомые»          |                          | 3:41         |
| 18.                 | «Паломники в Корею»  | Егор Летов, Олег Судаков | 2:11         |
| 19.                 | «Новая правда»       |                          | 4:07         |
| 20.                 | «Энтропия»           |                          | 4:06         |
| Общая длительность: | Общая длительность:  | Общая длительность:      | 27:19        |

- «Как сметана» записан(а) 17 мая 1989 года в ГрОб-студии в Омске.
- «Насекомые» записан(а) 22 апреля 1990 года в Москве.
- «Новая правда» записан(а) 22 октября 1989 года в «Каспар Ворбек Мобил Студио» в Ленинграде.

## Участники записи
Музыканты*
- Егор Летов — вокал, электрические и акустические гитары, бас, флейта, шумы, звуковые эффекты
- Кузя Уо — гитара, подпевки, саксофон, шестиструнный бас, шумы, звуковые эффекты
- Джефф Жевтун — гитара, подпевки, бас («Праздник кончился»), шестиструнный бас («Здорово и вечно»)†
- Аркаша Климкин — ударные, подпевки
- Янка — подпевки

Производство
- Егор Летов — продюсер, пересведение, реставрация, оформление*
- Наталья Чумакова — пересведение, реставрация, мастеринг*
- Андрей Кудрявцев, Дмитрий Логачёв — фото*
  - Андрей Батура — фото**

* В соответствии с выходными данными 2007 года от «Мистерии звука», а также 2017—2019 годов от «Выргорода».
** В соответствии с выходными данными 2019 года только на LP-версии от «Выргорода».
† В выходных данных «Мистерии звука» Джефф как музыкант пропущен.

## История релизов
| Страна  | Дата            | Формат            | Лейбл                              | Каталог                      |
| ------- | --------------- | ----------------- | ---------------------------------- | ---------------------------- |
| Россия  | 2001            | CD (jewel box) MC | ХОР                                | HCD-030a [ 6 ] hmc-030 [ 7 ] |
| Россия  | 2007            | CD (digipak)      | Мистерия звука                     | MZ 263-2                     |
| Россия  | 10 ноября 2017  | CD (digipak)      | Выргород                           | ВЫРГОРОД 139                 |
| Россия  | 11 декабря 2018 | CD (digipak)      | Выргород                           | ВЫРГОРОД 139                 |
| Россия  | 26 июня 2019    | LP                | Выргород                           | LPWYR 139-19                 |
| Украина | 2001            | MC                | Moon Records (совместно с «ХОРом») | hmc-030                      |

## Интересные факты
- Обложка альбома — фотография левого берега реки Омь, сделанная либо прямо с Октябрьского моста (в народе называемого «Горбатый»), либо чуть спустившись с него. На заднем плане виден так называемый среди местных «трубный мост» и часть лодочной станции, ныне не существующей. Теплотрасса и трубный мост существуют до сих пор.
- В 2014 году вышел документальный фильм Натальи Чумаковой о Егоре Летове и советском периоде группы «Гражданская оборона» под этим же названием — «Здорово и вечно»[17].